# Бобенхайм-ам-Берг
Бобенхайм-ам-Берг (нем. Bobenheim am Berg) — община в Германии, в земле Рейнланд-Пфальц.
Входит в состав района Бад-Дюркхайм. Подчиняется управлению Фрайнсхайм. Население составляет 831 человек (на 31 декабря 2010 года). Занимает площадь 6,33 км².

## Демография

### Религия
В 2007 году 43,5 % жителей были евангелистами и 30,9 % католиками. Те, кто исповедует другую религиозную принадлежность или вообще не исповедует её, составляют 25,6 %.

## Политика

### Муниципальный совет
Совет состоит из 12 членов совета, избранных на муниципальных выборах, состоявшихся 7 июня 2009 года, и почётного мэра в качестве председателя.
Муниципальные выборы, состоявшиеся 7 июня 2009 года, дали следующие результаты:
| Год  | СДПГ | ХДС | СИ | Всего   |
| 2009 | 3    | 6   | 3  | 12 мест |
| 2004 | 3    | 7   | 2  | 12 мест |